# Extraordinary Adventures
 (juillet 2025).
Pour plus de détails, voir Fiche technique et Distribution.
Extraordinary Adventures est un film de Georges Méliès sorti en 1903 au début du cinéma muet.

## Fiche technique
Source IMDb
- Réalisateur : Georges Méliès
- Genre : court-métrage de comédie fantastique
- Pays d'origine: France
- Format : noir et blanc - muet
- Date de sortie : France : 1903